# 仁科芳雄
仁科 芳雄（にしな よしお、1890年（明治23年）12月6日 - 1951年（昭和26年）1月10日）は、日本の物理学者。日本に量子力学の研究拠点を作ることに尽力し、理化学研究所（理研）に在籍して宇宙線関係、加速器関係の研究で業績をあげた。日本の現代物理学の父である。岡山県浅口郡里庄町浜中の出身。
死去から4年後の1955年、原子物理学とその応用分野の振興を目的として仁科記念財団が設立された。この財団では毎年、原子物理学とその応用に関して著しい業績を上げた研究者に仁科記念賞を授与している。また理研の仁科加速器科学研究センターにも名を残す。
ニールス・ボーアの下で身に着けたその自由な学風は、自由で活発な精神風土を日本にもたらし、日本の素粒子物理学を世界水準に引き上げた。仁科の主催する研究室からは多くの学者が巣立ち、朝永振一郎、坂田昌一が代表で、孫弟子も多くいる。仁科の影響の及ばない日本の素粒子論研究者は少ない。

## 生涯

### 誕生から学生時代
1890年12月6日、岡山県浅口郡里庄町浜中で父・仁科存生（ありまさ）と母・津禰（つね）の四男として生まれる。3人の兄と4人の姉、1人の弟がいた。子供の頃は羊羹好きで、夜中に起きて母の津禰に作らせていたと言う。新庄尋常小学校（現：里庄西小学校）、生石高等小学校（首席卒業）を経て、1905年に岡山県立岡山中学校（現：岡山県立岡山朝日高等学校）に入学。在学中はテニス部に所属し、5年次には主将も務めた。1910年に同校も首席で卒業し、成績優秀であるため無試験で旧制第六高等学校（現：岡山大学）の理科甲類に合格し、9月に入学した。在学中は肋膜炎に苦しみ、2年次には1年間休学して郷里で静養した。3年次には二部（工科、理科、農科）の運動部監督を務めるなどし、また特待生となっている。
1914年、首席で六高を卒業して、東京帝国大学工科大学（現・東京大学工学部）の電気工学科に入学。翌年2月に岡山県出身の学生のための精義塾に入居したが、4月5日に発熱して2年次への進級を断念した。この後、東京市芝区城山町（現・港区虎ノ門）にあった次兄の家に転居し卒業後まで過ごす。3年次の芝浦製作所での実地演習や、東京帝国大学工科大学教授の鳳秀太郎の指導の下での電気機械関係の卒業論文などを経て、大学卒業後は大学院に進学して（電気）化学的方面の研究を行うことを決意する。1918年7月9日に大学を首席で卒業。翌日から理化学研究所（理研）の研究生となり、東京帝国大学工科大学助教授兼理化学研究所研究員の鯨井恒太郎の研究室に所属し、物理をやろうと思い始めた。同日、東京帝国大学大学院に入学し、それから東京帝国大学理科大学教授兼理化学研究所物理学部長の長岡半太郎の研究室で実験をしながら東京帝国大学理科大学（現・東京大学理学部）で理科の講義を聴いた。

### ヨーロッパ留学

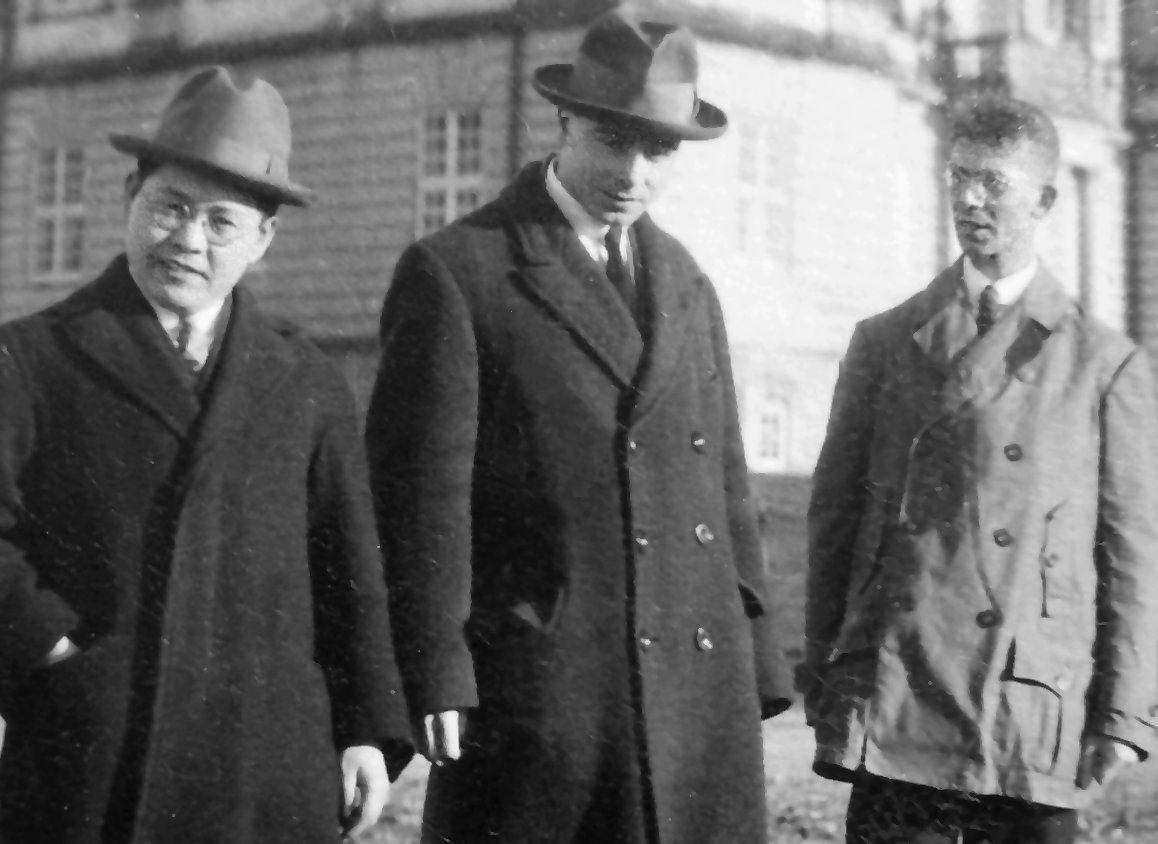
左から仁科芳雄、ルウェリン・トーマス、フリードリッヒ・フント（1926年　コペンハーゲン）

1920年に理研の研究員補となると翌1921年には2年間のヨーロッパ留学が決まり、4月5日に神戸港を出て日本郵船の「北野丸」で南フランスのマルセイユに渡った。同年5月には英国ロンドンに着き、最初に英国ケンブリッジ大学キャヴェンディッシュ研究所で一年学び、アーネスト・ラザフォードに師事した。翌1922年11月にドイツのゲッティンゲン大学に移った。ここでは「物理学は十分に成熟していて新たに取り組むべき問題はもはやない」と家族への手紙に書き、科学技術の底上げのために帰国後は玩具を本格的に研究する事を考え、ラジコンなどに興味を示した。11月12日に母・津禰が亡くなり、これが留学期間の延長を後押しする要因の一つとなった。
デンマークのニールス・ボーアの講演を聴いて物理学の新しい分野の研究に興味を持ち、1923年3月にボーアへ手紙を書いて留学を希望する旨を伝え、同年4月に同国コペンハーゲン大学のボーアの研究所に移った。ここでは研究員として5年半過ごし、1927年11月からはボーアの計らいで、ドイツのハンブルク大学でも学び、アメリカ合衆国の物理学者イジドール・イザーク・ラービと親友になった。1928年にはオスカル・クラインとともにコンプトン散乱の有効断面積を計算してクライン＝仁科の公式を導いている。同年10月1日にコペンハーゲンを離れて帰国の途に就き、ロンドンやフランスの首都パリ、さらにアメリカ合衆国を経て12月21日に帰国した。
ニールス・ボーアの研究所では、東京帝国大学の木村健二郎と一緒だった時期があり、共同で研究も行っていた。これが機縁となってのちに人工放射能に関する共同研究を行い、国際的に高い評価を得ることになった。

### 帰国後の動向
帰国後は招待してくれる大学がなく、理研の長岡半太郎研究室に所属した。海軍の技術系士官で親友の名和武の妹である美枝と1929年2月23日に結婚した。同年9月にはヴェルナー・ハイゼンベルクとポール・ディラックを日本に招き、その講演要旨を各地の大学に配った。1930年11月、東京帝国大学より理学博士の学位を受けた。論文は『On the L-absorption spectra of the elements from Sn(50) to W(74) and their reration to the atomic constitution』（錫（50）よりタングステン（74）に至る諸元素のL吸収スペクトル並に其の原子構造との関係に就て）（題名の数字は原子番号）。1931年7月に理研最年少の主任研究員となって仁科研究室を立ち上げ、当時国内では例のなかった量子論、原子核、X線などの研究を行なった。翌年に中性子が発見されるとX線の代わりに宇宙線を研究対象に加えた。1937年4月にボーアを日本に招いている。

#### サイクロトロンの製造
1937年4月には小型27インチのサイクロトロン（円形加速器）を完成させ、そしてその小型サイクロトロンで実験を始めた。1939年2月には200トンもの大型サイクロトロン本体を完成させ、1944年1月から実験を始めた。

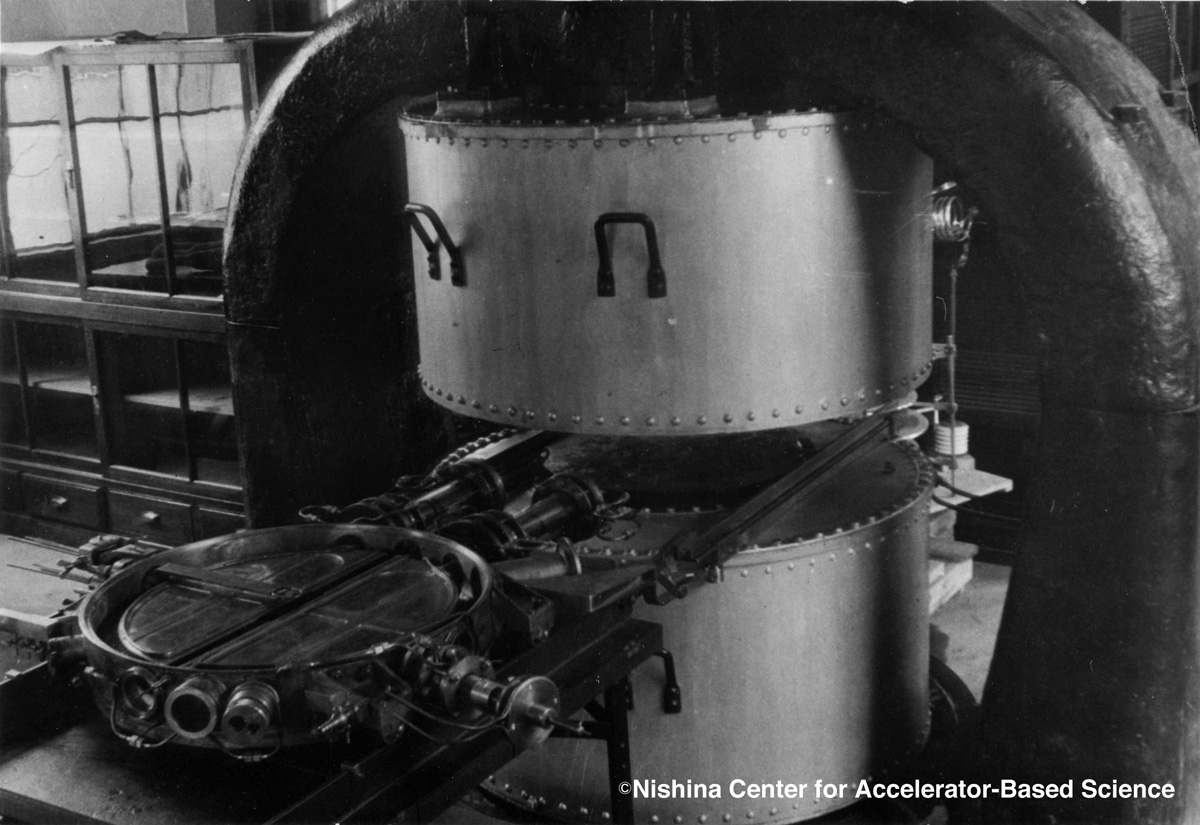
仁科芳雄博士は、1937年にこの「小さな」サイクロトロンを完成させた。これは、米国外で最初に、世界で2番目に建設されたサイクロトロンである。

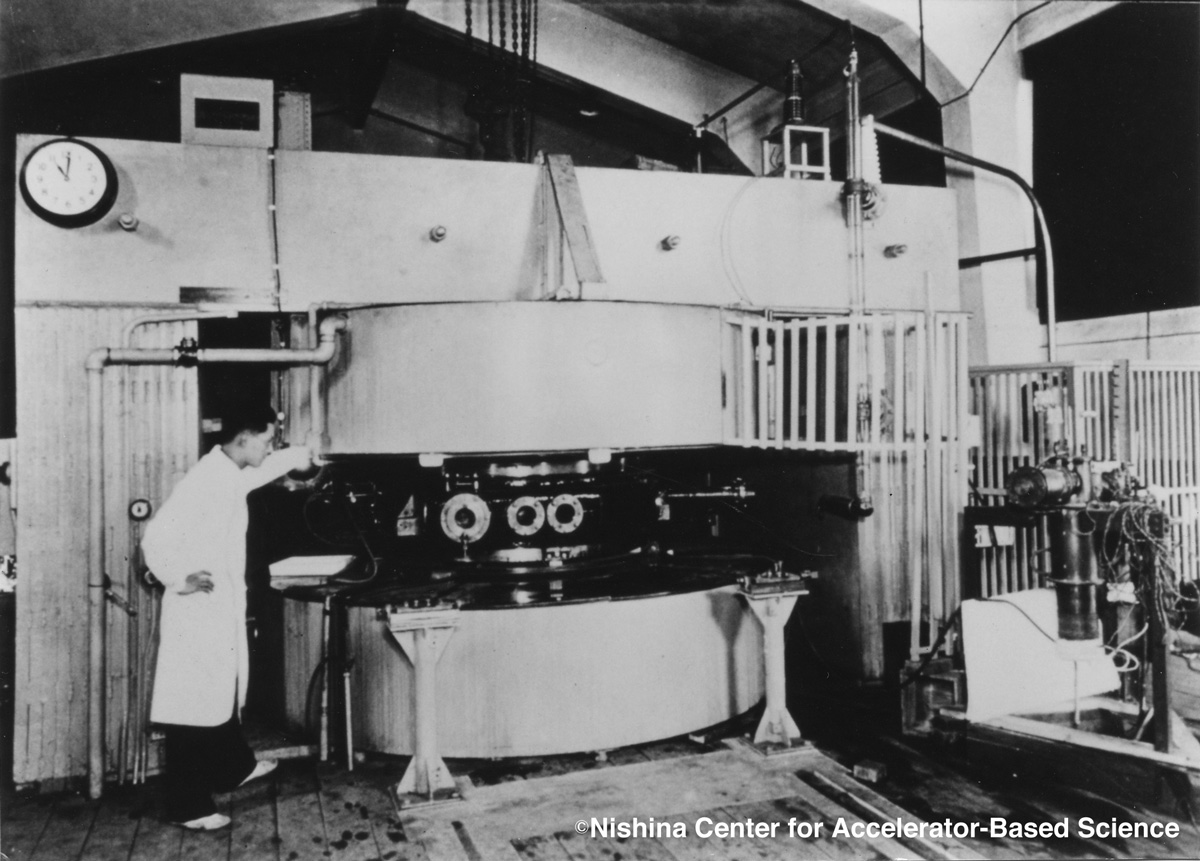
1943年に完成した2番目の理研のサイクロトロン

1935年、理研に、原子核と放射線生物学を研究するための原子核実験室が、三井報恩会、東京電燈株式会社、日本無線電信株式会社などの寄付で設けられた。1937年に仁科が主導して日本で最初の26インチ小サイクロトロンが完成した 。少し遅れて大阪帝国大学でも24インチサイクロトロンが完成した。京都帝国大学でも建設が計画されていた。
理研では小サイクロトロンを使用した研究が盛んに行われるようになり、数々の成果が得られた。具体的には研究者グループが手分けして周期律表（周期表）上の元素を、軽および中重核種、希土類核種、重核種に分け、中性子で照射して放射性核種の性質を調べた。ウラン237の存在を発見した。またウラン235の対称核分裂を発見した。また、他のグループはカイコに中性子とガンマ線の混合放射線を当てて生物への影響を調べた。
仁科は小サイクロトロンが完成する頃から、より高エネルギーの粒子ビームが得られる大サイクロトロンの建設を構想していた（この頃はどれ位の大きさにするかまだ決まっていなかったが、その後60インチに決まった）。その頃、米国カリフォルニア大学のアーネスト・ローレンスのもとに留学している嵯峨根遼吉から、ローレンスも大型サイクロトロンの建設を計画している、という情報がもたらされた。サイクロトロンの主要部分である電磁石は日本で注文するよりアメリカの海軍工廠に2台まとめて注文する方が安くなることが判ったので、ローレンスに依頼して理研の分を一緒に注文してもらうことになった。当時、60インチのサイクロトロンは世界最大であり、カリフォルニア大学と理研の2台のみであった。
電磁石は1938年中頃に理研へ到着し、1939年頃に一応組み立てが終了したが、予期したような性能が出なかった。ローレンスのところでは既に完成していたので、情報を得るため1940年、理研から矢崎為一（やさきためいち）、渡辺扶生（わたなべすけお）、飯盛武夫（飯盛里安の長男）の3名がローレンスのもとに派遣された。当時、日本は満州事変から日中戦争へと大陸での戦火を拡大させ、日本と連携するナチス・ドイツにより欧州では第二次世界大戦が勃発しており、日米関係が急速に悪化していたため、ローレンスには会えなかった。サイクロトロンの見学は許されたが設計図のコピーをもらう約束も取り消しになった。
当時ローレンスはS-1ウラン委員会（のちに原子爆弾開発を担うマンハッタン計画に発展）の重要な役割を担っていた。ただし、助手を通じてサイクロトロンの概念設計図と加速機構を論じた論文が与えられた。
理研では3人が持ち帰った情報をもとに大改造を行うことになった。性能が出なかった理由は、真空技術が未熟なため、加速函の真空度が良くなかった（帰国に際しキニー型ポンプを1台購入し、デッドコピーがすぐに発売された）ことのほか、最大の理由は、小サイクロトロンと同じように半円形空洞電極（形状が"D"に似ていることからDeeと呼ばれる）と発振器のグリッドをトランスを介して電磁的に結合したため、十分な電圧をかけられなかったためである。小サイクロトロンでは、粒子（陽子や重陽子）の速度が比較的低かったので、相対論的な質量の増加を考慮に入れる必要が無かったが、大サイクロトロンの場合は、粒子の速度が大きくなってくると、相対論的な質量の増大が無視できなくなり、加速電圧に対して粒子の位相が遅れてくる。この粒子の位相のずれがπ（パイ）にまで達すると、もはや加速できなくなる。これを回避するためにはDeeにより高い電圧をかけなければならないが、小サイクロトロンの時と同じ方法では困難なので、λ/4同軸共振管の先端にDeeを取りつける構造を取ることにした。この構造は米国コロンビア大学のダニング（J.R. Dunning）とアンダーソン（H.L. Anderson）が考案したものである。
太平洋戦争下の1943年11月頃から調整に入り、1944年2月15日、空気中に引き出したプロトン（陽子）ビームが紫色に光るのを肉眼で確認できるまでになった。それ以後も調整を続け、7月頃から実際の研究を始めた。これらはニ号研究の一部を成していた。その頃行われた研究は次のとおり。ただ、研究の準備段階のためか、素粒子の先端研究には程遠かった。この当時の素粒子の研究は高エネルギー反応である宇宙線にまだ頼っていた時代である。
| 題目                                   | 研究者   |
| -------------------------------------- | -------- |
| 放射性同位元素の夜光塗料への応用       | 新間啓三 |
| アルファ線源として人工ポロニウムの研究 | 杉本朝雄 |
| 中性子による U-235 の存在比の測定      | 山崎文男 |
| 熱中性子による U-235 分裂の研究        | 新間啓三 |
| U によるおそい中性子の捕獲の研究       | 田島英三 |
| U による熱中性子の吸収の研究           | 杉本朝雄 |
1945年4月13日の東京大空襲で理研の大部分の施設が被災した。仁科の家も被災したため、被害を免れた理研の研究室に居を移した。大サイクロトロンは被災を免れ、運転を続けたが8月15日の終戦とともに停止した。同年11月、大小2台のサイクロトロンは、日本の占領統治を担った連合国軍最高司令官総司令部（GHQ/SCAP）によって東京湾に投棄された。GHQによるサイクロトロンの投棄のいきさつは福井崇時が詳述している。GHQは大型サイクロトロンを軍事利用と誤解して破壊した。仁科がこれに落胆している写真が残っている。

### 日米戦争と原爆開発「ニ号研究」
仁科は、米国の科学技術が進んでいることから日米開戦（太平洋戦争）には反対していた。一方、1938年にオットー・ハーンとリーゼ・マイトナーらが原子核分裂を発見し、膨大なエネルギーを得られることが判明。原子爆弾の理論的可能性が浮上しつつあった。
仁科は、1938年3月から八酸化三ウラン（天然ウラン）に高速中性子を照射する研究を始め、1940年にウラン237を発見したことで93番元素であるネプツニウム237ができていることを示し、またルテニウム（Ru）、ロジウム（Rh）、パラジウム（Pd）、銀（Ag）、カドミウム（Cd）、インジウム（In）、スズ（Sn）の7元素の生成物によって対称核分裂を発見した。なお、ネプツニウム237は、核兵器の爆発によって生成されることが知られている。
1940年7月頃、仁科は陸軍中将安田武雄陸軍航空技術研究所所長に対して原子爆弾の開発の可能性があり、開発に向けた研究をおこなう用意があることを提案。これを受けて安田中将は陸軍航空本部付きの鈴木辰三郎大尉に原子爆弾開発の可能性を調査するよう命令した。鈴木大尉は東京帝国大学の嵯峨根遼吉、西川正治両教授の助言の下に原子爆弾の可能性がある旨の報告書を作成し安田中将に提出した。1941年6月20日、安田中将は東京・駒込の理化学研究所の大河内正敏所長に秘密裏に原子爆弾開発に向けた研究を委託する公式文書（航妓秘第1493号）を発出。これにより理化学研究所の仁科研究室で原子爆弾の開発に向けた基礎研究が本格的に始動した。
1941年12月8日の対米英開戦の日に、仁科は理研の宇宙線研究グループにいた竹内柾研究員を原子爆弾研究に誘った。1943年2月28日、竹内研究員が数値計算の報告書を提出して、理論は実現に近づいた。海軍の原子爆弾の研究は解散したが、アメリカで原子爆弾開発（マンハッタン計画）が始まった翌年1943年（昭和18年）5月頃、仁科研究室はウランの分離によって原子爆弾が作れる可能性を報告書によって軍に提示する。陸軍はこの報告に飛びついて、陸軍航空本部の直轄で、研究を続行させた。
仁科は、若く優秀な科学者を集めるために、陸軍より召集解除の特権を得て、木越邦彦（六弗化ウランの製造）、玉木英彦（ウラン235の臨界量の計算）、竹内柾（熱拡散法によるウラン235の分離装置の開発）などの研究員を集めた。この年から理研の仁科研究室が中心になって日本の原子爆弾開発が行なわれることになった。この開発は、仁科の「に」から「ニ号研究」と呼ばれた。しかし結局、上記のように1945年（昭和20年）の米軍の空襲を受けて設備が焼失し、日本の原爆開発は潰えることになる。またサイクロトロンは、戦争のために活躍する事なく（日本の原子爆弾開発を参照）、連合国軍最高司令官総司令部（GHQ/SCAP）によって11月にサイクロトロンは東京湾に投棄された。
同年8月6日、米軍によって広島市に「新型爆弾」が投下されると、8月8日に政府調査団の一員として現地の被害を調査し、レントゲンフィルムが感光していることなどから原子爆弾であると断定、政府に報告した。この調査ノートは「仁科ノート」と通称される。引き続き8月9日に2発目の原爆が投下された長崎でも8月14日に現地調査を実施し、原爆であることを確認している。また、「終戦の日」8月15日のラジオ放送において原子爆弾の解説を行なっている。

#### 啓蒙活動 化学手品 放射線・宇宙線の実演
一方で仁科は、科学の啓発雑誌として戦時中も刊行されていた『図解科学』の監修者でもあり続けた。
1940年11月、皇紀2600年の記念行事の一環として、理研は九段の軍人会館で一般人に向けた講演会を開く。そのうち目玉の企画は仁科芳雄の「放射性人間」の公開実験であった。実験は、人工の放射性物質を人に飲ませて放射線を測ってみるというものである。サイクロトロンで重水素の原子核を加速して岩塩に衝突させて得られた放射性のナトリウム24を、仁科は一般にわかりやすくキャッチーな「食鹽（食塩）人工ラヂウム」と言い換えているが、これを0.1g水に溶かして、仁科研究室の小遣いであった加藤弥太郎（当時51歳）に飲ませた。物質が吸収され血中を巡って全身に行き渡ると、全身から放射線を発する「放射性人間」となる。ガイガーカウンタに手をかざすと「バチバチと機関銃のような音」を発し、手から放射線が出ていることを実演した。
また「食鹽人工ラヂウム」を溶かした水を吸い上げた植物から発する放射線や、謎に満ちた宇宙線も音に変えて示す実験を行い、これら「科学手品」のような平易な科学講演は観客に好評であった。

### 戦後
1946年11月に理研の所長となり、同年文化勲章を授与された。1948年2月には理研が解散し、3月に株式会社科学研究所（現在の科研製薬）が発足すると初代の社長となった。後に学士院会員、日本学術会議第1期副会長を務める。
また、1949年9月には、コペンハーゲンで行われた国際学術連合会の会合に日本学術会議代表として出席（戦後初の国際会議出席者となる）。だが、体調を崩す事が多くなり、病院での検査の結果肝臓癌と判明した。この癌の原因については、当時は未知の部分が多かった放射線などの研究を戦前から長年行っていた事や、原爆投下直後の広島・長崎に入市して被曝したことを要因と考える説など諸説がある。
体調を崩して1950年11月29日に病床につき、「働きて働きて病む秋の暮れ」と詠んだ。同年12月11日に川島胃腸病院（東京都千代田区）へ入院。1951年1月10日に60歳で没し、多磨霊園に眠る。葬儀及び告別式は神式により科学研究所の社葬とされ、1月14日に東京都文京区の科学研究所構内で行われた。
故郷の里庄町には業績を記念した仁科会館がある。1990年12月6日に日本で発行された、ラジオアイソトープ利用50周年を記念した切手には仁科の肖像が描かれている。理研は2022年、仁科研究室を再現した「仁科芳雄記念室」を設けた。

## 人柄、その他

### 仁科の論文の意義
クライン・仁科公式
「ディラックの相対論的電子論によってX線のコンプトン散乱の有効断面積を計算したものだが、これはディラックの理論の難点と見なされていた負エネルギー状態を勘定に入れる必要を最初に例示ものとして大きな意義をもっている」〔玉木英彦〕（『科学史技術史事典』広文堂、1983年、p.761）

### 人柄 弟子の仁科への評
理研時代の弟子からは慕われ、「親方」と呼ばれた。ドイツ滞在中に励ましの書簡を送られた朝永振一郎は、仁科を「温かく親しみやすかった」と評している。また、湯川秀樹は新粒子予言の際にボーアから批判を受けたが、仁科はこれをかばい、後に湯川は「非常に鼓舞された」と語っている。
弟子の仁科への評
武谷の評 「仁科先生のいいところは何でも素人だったことだ」
朝永の評 「仁科はデカイことばかり考えている「山師」で「親方」のようなところがあって、仁科の論文は連名論文ばかり」
朝永が東京教育大学に教授として招かれ、研究会を移そうという話が出た。このとき、朝永は「親父がさびしがるから」と研究会を仁科の下に留め置き、理研で研究会を続けた。研究会からは、南部陽一郎、西島和彦、木庭二郎など多くの学者が巣立った。3段階論の武谷三男も研究会を度々訪れ、活発に議論を交わした。
仁科は、湯川が1949年に日本人初のノーベル賞（ノーベル物理学賞）をもらった時、湯川君を呼べばよかったと嘆息した。

### 弟子 孫弟子 そして年譜
朝永・坂田をはじめ、素粒子論や物性などを日本に根付かせ世界レベルの研究が多く出た点でも名高い。
朝永振一郎と朝永の率いた東京文理科大学、東京帝国大学グループ（空間の自発的な対称性の破れを見出した南部陽一郎、「中野・西島・ゲルマンの法則」を導いた西島和彦ら）
坂田昌一は仁科の研究室に所属している。その後、坂田が教授として研究室を創設した名古屋帝国大学で、坂田モデルなど多くの成果を挙げ多くの弟子を育てた。
名大グループ（YOO対称性の小川、坂田モデルにU(3)群を導入した大貫義郎、クォークに新粒子を導入し完結させた小林誠、益川敏英ら）に伝えられた。
ただ、湯川も仁科研究室を訪れているが、仁科の学風を受け継いではいない。

#### 弟子関係を中心とした年譜
年はいずれも1900年代。
| 年       | 事柄 | 事柄 |
| -------- | --- | --- |
| 23 ～ 28 | ボーアの指導でコペンハーゲン精神を体現し、「クライン・仁科公式」を定式化。 | ボーアの指導でコペンハーゲン精神を体現し、「クライン・仁科公式」を定式化。 |
| 31       | 理研に独立の研究室をつくり、実験と理論の両面を推進。 | 理研に独立の研究室をつくり、実験と理論の両面を推進。 |
| 31       | 京都大学へ出張講演。 | |
| 31       | その直後に朝永を理研へと招誘する手紙をだした。 迷う朝永に仁科は、 「それではためしに二、三ヵ月（理研に）来てごらん。」 と言った。 | |
| 32       | 朝永が理研に来るが、この32年の春に中性子、秋に陽電子が発見された。 朝永は理研に来たときの第一印象を次のように回想している。 「理化学研究所で驚いたことは、その全く自由な空気である。先生たちも若いのも、お互いに全然遠慮なく討論するそのありさまである。セミナールはこの遠慮のない、血のめぐりのはやい連中の全く形式も礼儀も無視した討論で、生き生きと進んでいく。」 | 朝永が理研に来るが、この32年の春に中性子、秋に陽電子が発見された。 朝永は理研に来たときの第一印象を次のように回想している。 「理化学研究所で驚いたことは、その全く自由な空気である。先生たちも若いのも、お互いに全然遠慮なく討論するそのありさまである。セミナールはこの遠慮のない、血のめぐりのはやい連中の全く形式も礼儀も無視した討論で、生き生きと進んでいく。」 |
| 33       | 坂田 | が理研に来る。 |
| 34       | 玉木 | が理研に来る。 |
| 34       | 朝永・坂田は仁科の研究スタイルである自由な討論を実行し、多くの研究者を羽ばたかせた。 | |
| 34       | 夏に小林、玉木の3人でディラックの名著『量子力学』第二版の翻訳をやっている。 | |
| 35       | 湯川：陽子や中性子を互いに結合させる強い相互作用の媒介となる中間子の存在を理論的に予言した。 | 湯川：陽子や中性子を互いに結合させる強い相互作用の媒介となる中間子の存在を理論的に予言した。 |
| 37       | ボーアが理研にきている。ボーアは強い力の理論化で、未発見の粒子である中間子を仮定する事に否定的であった。 | ボーアが理研にきている。ボーアは強い力の理論化で、未発見の粒子である中間子を仮定する事に否定的であった。 |
| 37       | 小さい加速器（サイクロトロン）が完成。 | |

出典 論文：朝永振一郎著作集を読む（第6巻）等 
なお月のクレーター "Nishina" は彼にちなんで名づけられた。Nishina の直径は約65kmで、緯度44.6S、経度170.4Wに位置する。また理研が3回の生成に成功したと発表した113番元素について、命名権が得られた場合の案として仁科にちなんだ「ニシナニウム」などが検討された。

## 著書

### 単著
- 『原子力と私』学風書院〈学風新書 3〉、1950年8月。 NCID BA32965973。全国書誌番号:50005920。
- 『仁科芳雄博士書簡集』 少年時代編、科学振興仁科財団、1993年3月。 NCID BN12602061。全国書誌番号:93050347。
- 『折々の便り 欧州留学紀行』科学振興仁科財団、2000年10月。 NCID BA90572708。全国書誌番号:20118951。

### 共著
- 仁科芳雄、富山小太郎、朝永振一郎『量子力学』 概論、共立社〈量子物理学 1〉、1938年5月。 NCID BN05086392。全国書誌番号:46015291。
- 仁科芳雄、小林稔、玉木英彦『量子力学』 各論、共立社〈量子物理学 1〉。 NCID BN05086392。全国書誌番号:46015292。
- 『宇宙線』 1巻、共立社〈量子物理学 第8巻〉、1940年。 NCID BA40555296。全国書誌番号:。
- 『座談会 科学と宗教』弘文堂〈アテネ文庫 第25〉、1948年7月。 NCID BA54823542。全国書誌番号:46000932。

### 翻訳
- ハイセンベルク、デイラック『量子論諸問題』啓明会事務所〈紀要 第11号〉、1932年4月。 NCID BN03098903。全国書誌番号:46085833。
- デイラック『量子力学』岩波書店、1936年12月。 NCID BN08347131。全国書誌番号:47036486。
- ラングミュア『界面化学』岩波書店〈科学文献抄 第5〉、1940年9月。 NCID BN04822051。全国書誌番号:47034116。

### 編集
- 『量子物理学の進歩』 第1輯、共立出版、1944年2月。 NCID BN0381741X。全国書誌番号:46043818。
- 『量子物理学の進歩』 第2輯、共立出版、1947年5月。 NCID BN0381741X。全国書誌番号:46015404 全国書誌番号:50007128。
- 『物理学の進歩』 第3集、共立出版、1949年10月。 NCID BN03817588。全国書誌番号:52001360。

### 監修
- 外務省政務局情報部 編『日本代表図書文献』仁科芳雄・和辻哲郎・山本忠興監修、外務省、1947年3月。 NCID BN04202126。全国書誌番号:46000148。

### 仁科芳雄往復書簡集
- 中根, 良平、仁科, 雄一郎、仁科, 浩二郎 ほか 編『コペンハーゲン時代と理化学研究所・初期 1919-1935』みすず書房〈仁科芳雄往復書簡集 1〉、2006年12月。ISBN 9784622072614。 NCID BA79677076。全国書誌番号:21157259。
- 中根良平・仁科雄一郎・仁科浩二郎・矢崎裕二・江沢洋共 編『宇宙線・小サイクロトロン・中間子 1936-1939』みすず書房〈仁科芳雄往復書簡集 2〉、2006年12月。ISBN 9784622072621。 NCID BA79677418。全国書誌番号:21157261。
- 中根良平・仁科雄一郎・仁科浩二郎・矢崎裕二・江沢洋共 編『大サイクロトロン・ニ号研究・戦後の再出発 1940-1951』みすず書房〈仁科芳雄往復書簡集 3〉、2007年2月。ISBN 9784622072638。 NCID BA8089758X。全国書誌番号:21216058。
- 中根良平・仁科雄一郎・仁科浩二郎・矢崎裕二・江沢洋共 編『1925-1993』みすず書房〈仁科芳雄往復書簡集 補巻〉、2011年11月。ISBN 9784622076452。全国書誌番号:22016014。

## 関連資料
- 仁科伸彦「仁科芳雄、コペンハーゲンへの道」『日本物理学会誌』Vol.47(4)、pp.309-314、1992年 NAID 110002076871
- 並木雅俊「2005世界物理年によせて-仁科芳雄と原子物理学のあけぼの-」『日本物理学会誌』Vol.60(12)、P.927、2005年 NAID 110002545811
- 鎌田甲一「仁科博士とその時代 理化学研究所の歩み」日本アイソトープ協会『Isotope News』2004年1月号。
- 理化学研究所『研究室系統図』理化学研究所、和光市、2016年。

## その他
- ドキュメンタリー

　ETV特集「日本の原爆開発～未公開書簡が明かす仁科芳雄の軌跡～」（2021年8月7日、NHK Eテレ）
- 演じた俳優

　薄田研二（映画『ひろしま』1953年）